# 人口地理学
人口地理学（じんこうちりがく、英語: population geography）は、人口現象の地理的分布や移動から地域構造を理解することを目標とする、人文地理学の一分野である。

## 研究対象
人口地理学の研究対象は、大きく、人口分布（人口規模の空間的パターン）、人口構造の空間的パターン、人口変動の空間的パターン、人口移動で分類することができる。

### 人口分布
人口分布は、人口規模の空間的パターンのことである。
人口分布を表現する方法の1つとして分布図が挙げられる。人口分布図をドットマップで表現したり、人口密度図を階級区分図で表現したりすることができる。
人口分布をあらわす指標として、人口密度、人口重心、人口比重、人口集中指数などが挙げられる。

### 人口構造の空間的パターン
人口構造には、生物学的な分類（性別・年齢など）による人口構造と、文化・経済・社会的な指標に基づく人口構造が存在する。
主なものとして、性別構造や年齢構造が挙げられる。性比による性別構造の分析のほか、年少人口、生産年齢人口、高齢人口の割合などを踏まえて年齢構造の分析が行われる。

### 人口変動の空間的パターン
人口変動とは、人口規模や人口構造の変化のことを意味し、出生、死亡、人口移動により引き起こされる。出生率や死亡率の地域差などが研究対象となる。

### 人口移動
人口移動は、地域人口の変化に大きな影響を与える事象であり、人口地理学の主要な研究テーマの1つである。国内人口移動では、例えば都市・農村間での人口移動が研究対象となる。

## 人口学と比較した特徴
人口地理学では、人口学でも扱われる性別や年齢に限らず、宗教や職業など文化的な側面や社会・経済的な側面の地域差も考察対象とする。また、香川 (1995)では、人口地理学は人口学と比べて空間認識力が高いこと、市町村以下のミクロスケールでの地域分析力が高いことが指摘されている。